# 人民广场 (乌鲁木齐市)
43°47′38″N 87°37′17″E / 43.79391°N 87.62136°E

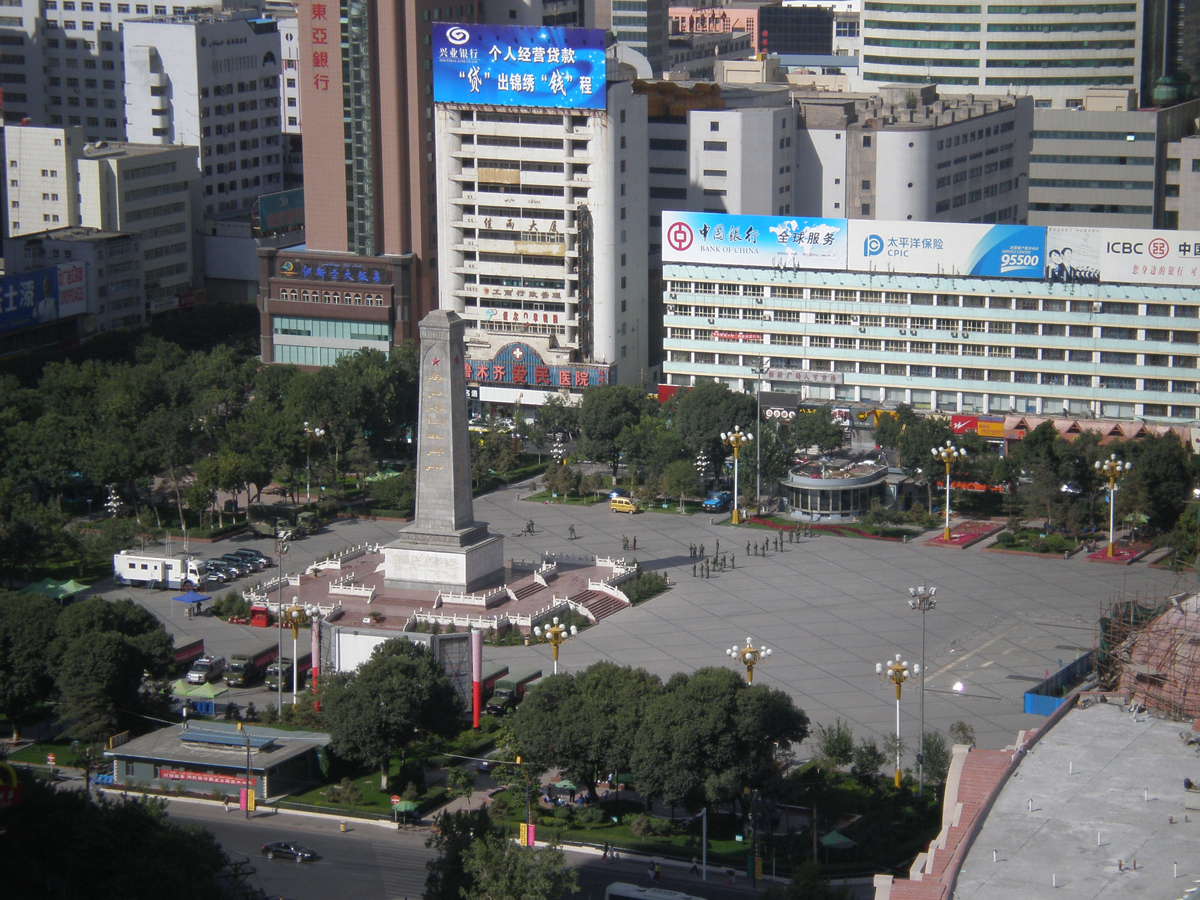
远眺人民广场

人民广场（維吾爾語：ئۈرۈمچى خەلق مەيدىنى‎），原名和平广场:61，是位于新疆维吾尔自治区乌鲁木齐市天山区的一个大型广场。
1930年代时，人民广场为新疆边防督办公署轅門所在:60。1945年8月，设立迪化市。1946年，迪化市政府将新落成的市中心广场命名为和平广场，面积3.7万平方米。中华人民共和国建立后，和平广场改名为人民广场:61。
1995年中国人民解放军进军新疆纪念碑移至人民广场。今人民广场周边为中国共产党新疆维吾尔自治区委员会办公厅和海德酒店。